# William Lind (orienterare)
William Lind, född 12 februari 1985, är en svensk orienterare som tävlar för klubben Malungs OK Skogsmårdarna. Han har tidigare tävlat för OK Landehof och Sävedalens AIK. William Lind gjorde debut i senior-VM 2010.